# Eroszi Mandzsgaladze
Eroszi Akaki Mandzsgaladze, Erosi Manjgaladze grúzul: ეროსი აკაკის ძე მანჯგალაძე (Ganiri, ma Szamtredia, 1925. március 3. – Tbiliszi, 1982. január 26.) szovjet, grúz színész, szinkronszínész, rádióbemondó és futballkommentátor. A Grúz Szovjet Szocialista Köztársaság népművésze (1961).

## Életpályája
Kora gyermekkorát Ganiri faluban töltötte. Később, 1932-ben a Mandzsgaladze család Tbiliszibe költözött, ahol Eroszi a 34. számú Tbiliszi Középiskolában folytatta tanulmányait. Színészi tehetsége már gyerekkorában megmutatkozott, amikor iskolai darabokban szerepelt. Első szerepét – egy nyulat – 6 évesen játszotta. Tizedik osztályos korában döntött a színészet mellett, amikor Borisz Andrejevics Lavrenyov „A szünet” és Akaki Csereteli „Kis Kahi” című darabjában szerepelt, amelyet a Rusztaveli Színház színésze, Zaza Machabeli vitt színre, nagy elismerést kapott  . Ennek ellenére első felvételije a Színházi Intézetbe nem járt sikerrel, eleinte csak vendéghallgatóként fogadták, 1942-ben lett főiskolai hallgató. Dimitri Aleksidze rendező osztályában végzett.
17 évesen jelentkezett a Grúz Állami Rádióbizottság bemondói meghallgatására, amelynek eredményeként rádióbemondó lett. Ugyanakkor a Színházi Intézetben is  tanult, ahol 1945 -ben, harmad évesen sikeresen alakította Tyetyerev szerepét Makszim Gorkij „A mester” című darabjában, amelyet Giorgi Tovsztonogov rendezett. Eroszi Mandzsgaladze 1947-ben kapott színészi diplomát a Tbiliszi Színházi Intézetben. Egy ideig a Koszta Hetagurov Csinvali Színházban dolgozott. Debütáló szerepét a "Mély gyökerek" című darabban játszotta. 1948-tól a Sota Rusztaveli Akademiai Színház színésze lett, ahol élete végéig dolgozott; Tehetségével és páratlan improvizációs képességével rendkívül népszerűvé vált a közönség körében  .
Nagyszerű művészi képessége és bársonyos hangja miatt Eroszi Mandzsgaladze a művészi felolvasás mesterének számított. Rendszeresen foglalkoztatottt bemondó és kommentátor volt a rádióban és a televízióban. A második világháború idején "grúz Levitánnak" hívták fronthírek tudósítása miatt. 
1958-tól szerepelt filmekben.. A színészi munkája mellett szinkronszínészként is dolgozott grúz és orosz nyelven egyaránt. A grúz sportriportok úttörője volt, különösen futballkommentjeivel vált híressé. Eroszi 1946-ban debütált futballkommentátorként. Ez volt az első grúz nyelvű rádiós futballközvetítés  . 1975-ben dolgozott utoljára rádióskommentátorként.
1961-ben megkapta a Grúz Szovjet Szocialista Köztársaság Népművésze címet. A Munka Vörös Zászló Érdemrenddel is kitüntették.
Az 1970-es években a Grúzia Filmstúdióban filmszínészként dolgozott, a színházban rendezőként és színészként. Rádiós és televíziós produkciókban is részt vett, számos emlékezetes alakítást nyújtott. Eroszi Mandzsgaladze a szerepek hiánya miatt élete utolsó évében mély lelki válságban élt , ami végül halálához vezetett. 1982. január 26-án hirtelen szívroham következtében halt meg  Tbilisziben az írók és közéleti személyiségek Didube panteonjában nyugszik.

## Emlékezete
Szülővárosában, Szamtrediában elneveztek róla egy művelődési házat és futballstadiont.  
Rádiós sportújságírói és a színházat népszerűsítő televíziós munkái tiszteletére és emlékére létrehozták a róla elnevezett Eroszi Mandzsgaladze-díjat.   .

## Családja, magánélete
Apja, Akaki Mandzsgaladze közgazdász volt. Édesanyja, Tamar Bendukidze a Kutaiszi Gimnáziumban érettségizett. Három gyermekük született: Rezo, Eroszi és Bella. Több tragikus esemény is történt a családban: 12 éves volt, amikor édesanyja leesett egy fáról, és ez a baleset végleg ágyhoz kötötte. 1941-ben bátyja, Rezo nyomtalanul eltűnt a háborúban, 1943- ban apját letartóztatták, ezért komoly felelősség hárult rá családfenntartóként.
A kortársai szerint népszerűsége ellenére is szerény életet élt, és visszafogott volt. Gátlásainak leküzdésében segítette a színpad, ahol szerepeiben ki tudta fejezni magát. Később a televízióban Szaba Tabidze szerepében a szerep nélkül maradt színész alakjában a saját személyes életérzéseit is eljátszotta.
Felesége Elene Kipsidze színésznő volt, de a házasságuk csak néhány hónapig tartott.

## Filmográfia
- 1959: "Utolsó nyár"  rendezők: Neli Nenova, Geno Csulaija (Alexander)
- 1961: "Csiakokona"  rendező: Jurij Kavtaradze  (Hoszro)
- 1962: "Nevető babák" rendező: Nikoloz Sanisvili  (Szeverian)
- 1965: „Sajnálom, a halál vár rád” rendező: Karaman (Guguli) Mgeladze (Datiko Hucisvili)
- 1966: "Londre" rendező: Tamaz Meliava (Prieszt)
- 1966: "Találkozás a múlttal"  rendező: Sziko Dolidze (A vándor)
- 1967: "Valakinek késik a busza" rendező: Nana Mcsedlidze
- 1967: "Barátom Nodar" rendező: David Rondeli  (Saul)
- 1969: „Dicsőség és az unokák”  rendező: Nana Mcsedlidze  (A fogorvos)
- 1970: "A korsó"  rendező: Irakli Kvirikadze (A rendőrség vezetője)
- 1971  "Nyakék kedvesemnek"  rendező: Tengiz Abuladze (Duldurum)
- 1973: "Én és a szomszédaim" rendező: Revaz Csarhalasvili
- 1973: „A Veri negyed dallamai”  rendező: Giorgi Sengelaja (Aga Geurkov)
- 1973: „A Hold elrablása”  rendező; Tamaz Meliava  (Gvandzs Apakidze)
- 1974: "Éjszakai látogatás"  rendező; Nikoloz Szanisvili  (Főnyomozó)
- 1975: "Hőmérő" rendező: Ramaz Sarabidze
- 1975: "A lépcsőház" rendező: Revaz Csarhalasvili
- 1976: "Gyermekek" rendező: Givi Vepvadze
- 1976: "A kívánság fája"  rendező: Tengiz Abuladze  (Bumbula)
- 1976: „Séta Tbilisziben (Egy igazi tbiliszi polgár és a többiek)” rendező: Nana Mcsedlidze
- 1976: "Anara városa" rendező: Irakli Kvirikadze
- 1978: „A Kodzsri-erdő álmai” (animációs film)  rendezők: Revaz (Rezo) Gabriadze, Giorgi Topuria (Tavadi Fantijev-Nahicsevanszkij-Alpijszkij)
- 1978: "Break" rendező: Bahadur Csuladze
- 1978: "Kvarkvare"  rendező: Devi Abasidze (Kakuta)
- 1980: „Tbiliszi, Párizs, Tbiliszi”  rendező: Leila Abasidze (Durmishan tábornok)

## Szerepeiből

### Rusztaveli Színház
- Vlagyimir Szolovjov – "A nagy cár" (Rettegett Iván)
- Gabriel Szundukian – "Pepo" (Zimzimov)
- John Fletcher és Philip Messenger – "A spanyol pap" (Lopez)
- Polikarpe Kakabadze – "Kvarkvare Tutaberi" (Kvarkvare)
- Leo Kiacseli – "Gvadi Bigva" (Gvadi)
- Szophoklész – "Oidipusz király" (Oidipusz)
- Iona Vakeli – "Business Man" (Aprakune)
- Giorgi Nahucisvili – "Csincsraka" (medve)
- Avkszenti Csagareli – "Hanuma" (Vano Pantiasvili herceg)
- Bertolt Brecht – "A kaukázusi krétakör" (Azdak)
- Julius Fucik – "Emberek, legyetek éberek" (Pesek)
- Viktor Rozov – "Vacsora előtt" (Alexander)
- Alexander Gelman – "Mi, alulírottak" (Jurij Devjatov, vezető bíró)

### Televíziós szerepei
- Guram Docsanasvili, „Egy dolog szeretete, amit titkolni kell” rendező. Zurab Kandelaki (Szalva Kezseradze)
- Guram Docsanasvili "Az ember, aki szerette az irodalmat" rendező. Zurab Kandelaki (Vasiko Kezseradze)
- Rezo Cseisvili "Szaliko Hvingiadze kalandjai". rendező: Giorgi Kahabrisvili (Szaliko)
- Leo Kiaceli "Gvadi Bigva" rendező: Giorgi Kahabrisvili (Gvadi)
- Giorgi Erisztavi "Az érinthetetlenek kalapja" rendező: Giorgi Kahabrisvili (kereskedő)
- Konsztantine Gamszahurdia "A szőlő virágzása" rendező: Giorgi Kahabrisvili (Korintosz professzor)
- "Szaba Tabidze hétfői" rendező: Giorgi Kahabrisvili (Szaba Tabidze színész)
- Alexander Csaidze "A híd" rendező: Miheil Tumanisvili és Giorgi Kahabrisvili (a város főügyésze)

## Díjai, elismerési
- A Grúzia Szovjet Szocialista Köztársaság Népművésze (1961)
- A Munka Vörös Zászló Érdemrendje

## Fordítás
Ez a szócikk részben vagy egészben  a(z)   ეროსი აკაკის ძე მანჯგალაძე című grúz Wikipédia-szócikk fordításán alapul.  Az eredeti cikk szerkesztőit annak laptörténete sorolja fel. Ez a jelzés csupán a megfogalmazás eredetét és a szerzői jogokat jelzi, nem szolgál a cikkben szereplő információk forrásmegjelöléseként.